# Eunoumeana pannularia
Eunoumeana pannularia là một loài bướm đêm trong họ Geometridae.